# Semlac
Semlac é uma comuna romena localizada no distrito de Arad, na região histórica da Transilvânia. A comuna possui uma área de 85.17 km² e sua população era de 3873 habitantes segundo o censo de 2007.